# Розничі
Ро́зничі — село в Україні, у Луцькому районі Волинської області. Входить до складу Колківської селищної громади. Населення становить 740 осіб.

## Географія
На північно-західній стороні від села бере початок річка Желізниця.

## Історія
У 1906 році село Колківської волості Луцького повіту Волинської губернії. Відстань від повітового міста 49 верст, від волості 1. Дворів 74, мешканців 458.
Під час Першої світової війни з 1915 р. село перебувало в австрійській окупації. На п'ятий день Брусиловського прориву 26 травня (8 червня) 1916 р. батальйон 317-го полку російської армії оволодів Розничами.
12 червня 2020 року, відповідно до розпорядження Кабінету Міністрів України № 708-р «Про визначення адміністративних центрів та затвердження територій територіальних громад Волинської області», село увійшло у склад Колківської селищної громади.
19 липня 2020 року, в результаті адміністративно-територіальної реформи та ліквідації  Маневицького району, село увійшло до складу новоутвореного Луцького району.

## Населення
Згідно з переписом УРСР 1989 року чисельність наявного населення села становила 878 осіб, з яких 418 чоловіків та 460 жінок.
За переписом населення України 2001 року в селі мешкали 803 особи.

### Мова
Розподіл населення за рідною мовою за даними перепису 2001 року:
| Мова       | Відсоток |
| ---------- | -------- |
| українська | 99,38 %  |
| російська  | 0,62 %   |